# اسکودریا فراری
اسکودریا فراری (به ایتالیایی: Scuderia Ferrari) تیم مسابقات اتومبیل‌رانی فراری است. این تیم هم‌اکنون در فرمول یک و مسابقات له مانز مسابقه می‌دهد اما از زمان تأسیس آن در ۱۹۲۹ میلادی، در مسابقات گوناگونی شرکت کرده‌است. همچین این تیم تنها تیمی است که از شروع مسابقات فرمول یک تا الان در مسابقات شرکت می‌کند.
این تیم در آغاز توسط انزو فراری تأسیس شد و برای مسابقه دادن از خودروهای آلفا رومئو استفاده می‌کرد. اما از سال ۱۹۴۷ فراری خودروهای خود را برای مسابقه تولید می‌کرد. این تیم از ۱۹۵۰ در مسابقات فرمول یک شرکت می‌کند و قدیمی‌ترین تیم این مسابقات به حساب می‌آید. فراری با ۱۵ قهرمانی راننده و ۱۶ قهرمانی تیمی، موفق‌ترین تیم فرمول یک نیز می‌باشد. آخرین قهرمانی رانندگان این تیم به فصل ۲۰۰۷ با درخشش کیمی رایکونن برمیگردد. و آخرین قهرمانی سازندگان این تیم به فصل ۲۰۰۸ بر می‌گردد
از رانندگان معاصر نام آشنای این تیم می‌توان به مایکل شوماخر قهرمان ۷ دوره مسابقات فرمول یک، فرناندو آلونسو، سباستین فتل و کیمی رایکونن اشاره کرد. رانندگان فعلی این تیم در مسابقات فرمول یک فصل ۲۰۲۵ شارل لکلرک و لوییس همیلتون هستند.

## نتایج فرمول یک
(کلید)
| سال  | شاسی     | موتور               | تایرها | رانندگان     | ۱     | ۲       | ۳        | ۴        | ۵        | ۶         | ۷      | ۸         | ۹       | ۱۰       | ۱۱       | ۱۲     | ۱۳       | ۱۴      | ۱۵    | ۱۶      | ۱۷      | ۱۸     | ۱۹      | ۲۰     | ۲۱      | ۲۲     | امتیاز | ق.س. |
| ---- | -------- | ------------------- | ------ | ------------ | ----- | ------- | -------- | -------- | -------- | --------- | ------ | --------- | ------- | -------- | -------- | ------ | -------- | ------- | ----- | ------- | ------- | ------ | ------- | ------ | ------- | ------ | ------ | ---- |
| ۲۰۲۰ | اس‌اف۱۰۰۰ | ۰۶۵ ۱٫۶ وی۶ توربو   | P      |              | اتریش | اشتیریا | مجارستان | بریتانیا | هفتادمین | اسپانیا   | بلژیک  | ایتالیا   | توسکانی | روسیه    | ایفل     | پرتغال | ایمولا   | ترکیه   | بحرین | صخیر    | ابوظبی  |        |         |        |         |        | ۱۳۱    | ششم  |
| ۲۰۲۰ | اس‌اف۱۰۰۰ | ۰۶۵ ۱٫۶ وی۶ توربو   | P      | شارل لکلرک   | ۲     | ب.      | ۱۱       | ۳        | ۴        | ب.        | ۱۴     | ب.        | ۸       | ۶        | ۷        | ۴      | ۵        | ۴       | ۱۰    | ب.      | ۱۳      |        |         |        |         |        | ۱۳۱    | ششم  |
| ۲۰۲۰ | اس‌اف۱۰۰۰ | ۰۶۵ ۱٫۶ وی۶ توربو   | P      | سباستین فتل  | ۱۰    | ب.      | ۶        | ۱۰       | ۱۲       | ۷         | ۱۳     | ر.ص.      | ۱۰      | ۱۳       | ۱۱       | ۱۰     | ۱۲       | ۳       | ۱۳    | ۱۲      | ۱۴      |        |         |        |         |        | ۱۳۱    | ششم  |
| ۲۰۲۱ | اس‌اف۲۱   | ۰۶۵/۶ ۱٫۶ وی۶ توربو | P      |              | بحرین | ایمولا  | پرتغال   | اسپانیا  | موناکو   | آذربایجان | فرانسه | اشتیریا   | اتریش   | بریتانیا | مجارستان | بلژیک  | هلند     | ایتالیا | روسیه | ترکیه   | آمریکا  | مکزیکو | سائو پ. | قطر    | عربستان | ابوظبی | ۳۲۳٫۵  | سوم  |
| ۲۰۲۱ | اس‌اف۲۱   | ۰۶۵/۶ ۱٫۶ وی۶ توربو | P      | شارل لکلرک   | ۶     | ۴       | ۶        | ۴        | ع.ش.     | ۴         | ۱۶     | ۷         | ۸       | ۲        | ب.       | ۸      | ۵        | ۴       | ۱۵    | ۴       | ۴       | ۵      | ۵       | ۸      | ۷       | ۱۰     | ۳۲۳٫۵  | سوم  |
| ۲۰۲۱ | اس‌اف۲۱   | ۰۶۵/۶ ۱٫۶ وی۶ توربو | P      | کارلوس ساینز | ۸     | ۵       | ۱۱       | ۷        | ۲        | ۸         | ۱۱     | ۶         | ۵       | ۶        | ۳        | ۱۰     | ۷        | ۶       | ۳     | ۸       | ۷       | ۶      | ۶۳      | ۸      | ۸       | ۳      | ۳۲۳٫۵  | سوم  |
| ۲۰۲۲ | اف۱-۷۵   | ۰۶۶/۷ ۱٫۶ وی۶ توربو | P      |              | بحرین | عربستان | استرالیا | امیلیا   | میامی    | اسپانیا   | موناکو | آذربایجان | کانادا  | بریتانیا | اتریش    | فرانسه | مجارستان | بلژیک   | هلند  | ایتالیا | سنگاپور | ژاپن   | آمریکا  | مکزیکو | سائو پ. | ابوظبی | ۲۲۸*   | دوم* |
| ۲۰۲۲ | اف۱-۷۵   | ۰۶۶/۷ ۱٫۶ وی۶ توربو | P      | شارل لکلرک   | ۱     | ۲       | ۱        | ۶        | ۲        | ب.        | ۴      | ب.        | ۵       | ۴        | ۱۲       | ب.     | ۶        | ۶       |       |         |         |        |         |        |         |        | ۲۲۸*   | دوم* |
| ۲۰۲۲ | اف۱-۷۵   | ۰۶۶/۷ ۱٫۶ وی۶ توربو | P      | کارلوس ساینز | ۲     | ۳       | ب.       | ب.۴      | ۳        | ۴         | ۲      | ب.        | ۲       | ۱        | ب.۳      | ۵      | ۴        | ۳       |       |         |         |        |         |        |         |        | ۲۲۸*   | دوم* |

یادداشت‌ها
- * – فصل هنوز در جریان است.
- † – راننده جایزه بزرگ را به پایان نرسانده، اما از آنجا که بیش از ۹۰٪ از مسافت مسابقه را طی کرده‌است، در رده‌بندی قرار گرفته‌است.

### رانندگان قهرمان
- آلبرتو اسکاری (۱۹۵۲، ۱۹۵۳)
- خوان مانوئل فانخیو (۱۹۵۶)
- مایک هاثورن (۱۹۵۸)
- فیل هیل (۱۹۶۱)
- جان سرتیز (۱۹۶۴)
- نیکی لائودا (۱۹۷۵، ۱۹۷۷)
- جودی شکتر (۱۹۷۹)
- میشائیل شوماخر (۲۰۰۰، ۲۰۰۱، ۲۰۰۲، ۲۰۰۳، ۲۰۰۴)
- کیمی رایکونن (۲۰۰۷)[۱]

## مدیران تیم / مدیران ورزشی
- جان تاد (۱۹۹۳–۲۰۰۷)
- استفانو دومنیکالی (۲۰۰۸–۲۰۱۴)[۲]
- مارکو ماتیاچی (۲۰۱۴)
- مائوریتزیو آریوابنه (۲۰۱۵–۲۰۱۸)[۳]
- ماتیا بینوتو (۲۰۱۹-۲۰۲۲)
- فردریک واسور (۲۰۲۳-)